# Ramón Antonio Cereijo
Ramón Antonio Cereijo (Buenos Aires, 3 de octubre de 1913 - 29 de octubre de 1996) fue un economista y docente argentino, Ministro de Hacienda del gobierno de Juan Domingo Perón.

## Biografía
Cursó estudios en la  Escuela Superior de Comercio Carlos Pellegrini entre 1927 y 1931, obteniendo calificaciones brillantes. Culminó sus estudios en la Universidad de Buenos Aires, en la cual se recibió de Contador Público con diploma de honor en 1934 y de actuario en 1935, y se doctoró en Ciencias Económicas en 1940.
En 1936 comenzó su carrera laboral en la administración pública, en la Dirección General del Impuesto a los Réditos. Realizó algunos trabajos de estadística para el ministro de Hacienda, Federico Pinedo.

## Actividad docente
Desde 1942 en adelante fue docente en la Universidad de Buenos Aires, como ayudante de trabajos prácticos de la cátedra de Matemática Financiera y Actuarial, a cargo del ingeniero Antonio Lascurain. Fue nombrado profesor titular de la misma en 1947, cuando ya era ministro.
Fue nombrado decano de la facultad de Ciencias Económicas en 1954. Al año siguiente, la llamada Revolución Libertadora lo expulsó de su cargo.
Casi dieciocho años pasaron hasta su reincorporación a la Universidad de Buenos Aires en 1973, como titular de Matemática II, director del Departamento Matemático y director interino del Departamento de Economía (1974). Volvió a perder sus cargos con el golpe de Estado de 1976, recuperándolos en 1984, con el regreso de la democracia.

## Ministro de Hacienda
En junio de 1946, el presidente Juan Domingo Perón lo nombró su primer Ministro de Hacienda, cargo que ocupó hasta 1952. Durante su gestión se profundizó la intervención del Estado en la economía. Mantuvo al Banco Central de la República Argentina bajo control gubernamental, y le impuso un único objetivo: lograr el pleno empleo.Durante su gestión busco industrializar la economía argentina, que dependía hasta ese momento fuertemente de la exportación de productos agropecuarios, promoviendo la industrialización y el comercio su gestión incluía medidas proteccionistas, construcción de viviendas sociales y la búsqueda de nuevos mercados internacionales. Fomentó de la industrialización y reducción de la dependencia de la agricultura, introdujo  medidas para proteger la industria y el empleo nacional fomentando la producción nacional.
En 1946 inició la renovación de la Flota Mercante del Estado con la compra de tres buques a Italia y la compra de la Compañía de Navegación Dodero. La flota Argentina llegó a 1 200 000 toneladas de desplazamiento, lo que le permitió que un importante porcentaje del comercio costero se realizara con la flota argentina.A través del diseño del primer plan Quinquenal 
se logro una mayor diversificación económica y menor dependencia de las exportaciones agropecuarias, las exportaciones industriales experimentaron un fuerte crecimiento en su gestión al tiempo que se logró un ahorro de divisas mediante la sustitución de importaciones.
En 1950 se creó una empresa estatal de vuelos, Aerolíneas Argentinas, que monopolizó el cabotaje y realizó viajes a Nueva York y Europa. Poseía 36 aviones Douglas DC-3 para cabotaje y nuevos Douglas DC-4 para vuelos internacionales; durante su gestión se construyó el Aeropuerto Internacional Ministro Pistarini en Ezeiza.
Se desarrolló un importante plan de obras públicas, cuyas actividades fueron coordinadas por el ministro de Obras Públicas general Juan Pistarini y por el Banco Hipotecario Nacional. Su actividad se centró especialmente en la construcción de viviendas. Se implementó para solucionarlo un sistema de préstamos de dinero en efectivo con un bajo interés anual y garantizados mediante una hipoteca. Otra de las funciones del BHN fue la Administración Nacional de la Vivienda, encargada de la construcción de monobloques.
Se completó el sistema de jubilaciones beneficiando a trabajadores independientes, empresarios y profesionales. Se estableció en 1948 un fondo para pensionar a personas sin recursos no acogidas en el sistema jubilatorio, y también se legisló sobre la pensión para viudas. En el curso de 1946 se consiguió por primera vez la efectivización del pago del aguinaldo (decreto 33.302 de 1945).
En 1952, como una de sus últimas medidas como ministro del gobierno peronista, saldó completamente la deuda externa: el país, que poco antes había sido deudor de m$n 12 500 millones se convertía en acreedor por más de m$n 5 000 millones.

## Relación con Racing Club
Fue ampliamente conocido, además, por el apoyo público que le dio al Racing Club, del que era simpatizante, a través de su influencia logro conseguirle a la institución deportiva créditos especiales, con tasas de interés inusualmente bajas. El Estadio Presidente Perón fue construido con un crédito otorgado por decreto del Poder Ejecutivo. 
Editó una revista especial del Racing Club, y financió personalmente la adquisición de jugadores del equipo de fútbol. Asistía personalmente a todos los partidos de fútbol que podía e influía poderosamente en la organización del equipo.
Tras renunciar al ministerio, dedicó la mayor parte de sus esfuerzos a la docencia y la actividad académica. En 1954 fue elegido Decano de la Facultad de Ciencias Económicas, responsabilidad oficialmente confirmada el 15 de junio de 1955. Al producirse el golpe de Estado autodenominado "Revolución Libertadora" unos meses más tarde, puso a disposición del Rector de la Universidad su cargo de profesor titular de Análisis Matemático. En diciembre de ese año fue exonerado por resolución del Interventor de la Universidad.